# Османские высокопоставленные должностные лица, убитые агентами «Комитета Союза и Прогресса» в 1915 году
В 1915 году в Османской империи были высокопоставленные турецкие чиновники, которые рискуя своей жизнью отвергли преступный план, контролировавших полицию и армию государства Талаата, Энвера и других лидеров «Партии союза и прогресса», уничтожить армянское население Османской империи.
Несими Бей и Сабит Бей, губернаторы (каймакамы) районов Лидже и Бешири (район Батман), были убиты по прямому указанию доктора Решида (губернатора Вилаят Диярбакыр) за то, что они выступали против убийств и депортаций мирных армянских жителей.
Лидеры партии «Союз и прогресс» предстали перед судом после Первой мировой войны, и убийство Несими-Бея было на повестке дня. Предыдущий губернатор Диярбакыра Хамид Бей свидетельствовал о двух каймакамах, которые были убиты из-за их несогласия с депортацией.
Был издан правительственный приказ, кто бы ни спрятал в своем доме армян, тот будет повешен перед домом с теми, кто был спрятан, и дом будет сожжен.

## Хусейн Несими Бей
Хусейн Несими Бей(Hüseyin Nesimi Bey) не хотел участвовать в беззаконии и отказался депортировать тысячи армян из Лидже, потому что он знал, что это означало их смерть. Согласно воспоминаниям его сына Абдина, когда Хусейн Несими Бей заметил, что приказ о депортации касается не только тех, кто не лоялен к Османскому государству, но и всего армянского населения, он пытался защитить как можно больше армян, задержав отправление караванов с депортированными. Он также пытался предотвратить нападения на караваны, сопровождая первую группу депортированных лично. Кроме того, он убедил стариков в Лидже заключить «поддельные браки» с армянскими женщинами, представив их как мусульманок, чтобы спасти их. Он был убит из-за своего неподчинения и отдал свою жизнь, пытаясь защитить жизни невинных. Хусейна Несими-Бея вызвали на встречу, но губернатор Решит велел своему охраннику Харуну
убить Хусейна Несими-Бея и похоронить в канаве у дороги. Это место, которое находится между Лидже и Диярбакыром, стало известно как Mогила Mэра (Turbe-i Kaymakam). Они не только убили его, но и использовали это своё злодеяние в качестве пропаганды геноцида, утверждая, что он был убит «армянами».

## Мустафа Ага Азизоглу
Мустафа Ага Азизоглу(Mustafa Ağa Azizoğlu) был губернатором округа и мэром Малатьи, транзитного пункта на пути депортации.
Мэр сделал все, что было в его силах, чтобы смягчить последствия мер, принятых на местах мутасарифом (суб-префектом) Рашидом, специально назначенным из Константинополя, который вывел преступников из тюрем и поместил их в печально известные эскадроны смерти (чете) «Специальной организации», задача которой была-нападать на депортированных, отнимать у них все и безжалостно убивать их.
Мустафа Ага Азизоглу не ограничился тем, что не одобрил положения, введенные правительством его страны, но открыто осудил насилие и массовые убийства, имевшие место в окрестностях его округа, в том числе уничтожение батальона из 1200 армянских призывников, которые были обезоружены и отправлены на строительство дорог в Чифтике, они были убиты 11 июня 1915 года недалеко от деревни Пирот эскадроном смерти чете.
Основатель немецкой миссии «Бетесда» в Малатье Эрнст Кристоффель писал о Мустафе Азизоглу: «Он был мэром [Беледийе Рейси] Малатии и происходил из знатной семьи, прибывшей из Багдада много поколений назад(…) Мустафа Ага был старым другом „Бетесда“ . С самого начала нашей работы он одинаково протестовал против несправедливости. Во многих трудных ситуациях он помогал нам и нашей работе, особенно во время резни в Адане в 1909 году. Также в Малатии в это время должны были быть убиты христиане и миссионеры. Тогда Мустафа Ага сказал мне: „Пока я жив, с тобой ничего не случится“. Однако, как позже стало известно, его имя было в списке тех, кто должен будет убит, ещё до общей резни, даже до нас».
Мэр Малатьи Мустафа Ага Азизоглу иногда скывал до сорока человек в своем доме и пытался как можно больше задействовать миссию «Бетесда». Миссия по просьбе Мустафы Азизоглу разместила у себя до 240 армян. Мэр Азизоглу предоставил палатки, снабжение и необходимую материально-техническую поддержку.
Из-за этого Азизоглу был внезапно отстранен от должности.
Мустафа Ага, который подвергался угрозам смерти с 1909 года из-за своего глубоко этического отношения к людям, был убит одним из своих собственных сыновей, фанатичным и одержимым членом «Иттихат ве Теракки» в 1920 году во время молитвенной службы, который посчитал недопустимым, что его отец не повиновался приказам правительства, чтобы «гарантировать целостность» турецкого народа.
Отец тщетно пытался убедить его в том, что прежде всего он должен подчиняться своей совести, и что уважение к каждому человеку является основой достоинства всей нации.
Фаик Бей, глава городской администрации Таласа (в районе Кайсери), был убит адептом «Иттихат ве Тераки» за то, что он выступил против депортации и расправы над армянами.
Каймакам из Мидьятa Нури Бей, который также был чиновником, который отказался организовать убийство христиан, погиб. Нури Бей, мэр Мидьята, а затем Дерика, армянонаселённого города под Мардином, был также уволен губернатором Решитом и впоследствии убит его приспешниками. В его убийстве Решит и его люди обвинили «армянских повстанцев». В результате все армянские мужчины в Дерике были окружены и расстреляны, а женщины и дети депортированы.
Доктор Решит, губернатор Диярбакыра, также пытался убить Мутасаррифа из Мардина Хилми Бея, который был отстранен от должности. Его преемник Шефик Бей также был удален за невыполнение преступных приказов Решитa.
Многие другие высокопоставленные османские чиновники заплатили своими жизнями за неподчинение преступным приказам о депортации и массовых убийствах мирных армянских жителей (зимми) и спасли тысячи жизней.
Помимо ответственности за массовые убийства армян и ассирийцев, д-р Решит Шахингирай, губернатор провинции Диярбакыр, предположительно убил ряд турецких чиновников, которые отказались выполнять его приказы: вали Басры Ферит-Бея, Мутасаррифа Мюнтефека (часть Басры) Бедии Нури Бея, Каймакама Лидже Хусейна Насими Бея, заместителья Каймакама Бешири Сабит Бея, а также журналиста Исмаила Местана.

## Слова Мехмета Джелала
Лучшим утверждением, выражающим праведную позицию благородных османских чиновников, того самого сурового времени, являются слова мудрого богобоязненного человека Мехмета Джелал Бея, Вали Алеппо и Коньи.
Во что мудро верил Джеляль Бей, представляют эти слова, которые он написал:
«Уничтожение османских армян станет для страны потерей, которую невозможно будет компенсировать веками. Если бы все наши враги, со всего мира собрались и месяцами размышляли о том, как лучше всего навредить нам, они не могли представить себе большего зла для нас».
Мехмет Джелал Бей верил, что между курдами, турками и армянами не было никакого конфликта, и что они жили вместе в гармонии.
В своих мемуарах Джелал Бей также высказал следующие замечания, утверждая, что турки и мусульмане использовались только в качестве инструмента, криминальным правительством «Комитета Союза и Прогресса» :
«1) Когда я был в Алеппо, я своими глазами видел, как мусульмане помогали депортированным там армянам.
2) Некоторые владельцы ферм пришли ко мне и сказали, что хотят разместить армян в своих владениях.
3) Как в Алеппо, так и в Конье, многие улемы и видные деятели много раз благодарили меня за то, как я обращался с армянами и говорили,что их защита требовалась по закону шариата.
4) Как в Конье, так и в Алеппо я не видел и не слышал о том, чтобы турки узурпировали армянскую собственность.
5) Среди турок и мусульман я не встречал никого, кто поддерживал бы эти убийства и не считал их постыдными.
6) После того, как я вернулся из Коньи, многие из моих знакомых поздравили меня и сказали, что было почетно, то что я оставил мой пост».
Один из известных защитников армянских беженцев черкес Эмир-Паша из Вилайета Сивас, не просто защищал их, но призывал их противостоять несправедливости преступного правительства. Сам сын черкесских беженцев, Эмир-Паша восстал против несправедливости вокруг него. Он нанял армян, работающих в долине Кызылирмака, и спрятал 150 молодых людей на своей большой ферме в Гемереке.
Когда он услышал, что группа армянских бойцов сопротивления обосновалась на холмах горы Акдаг, он дал им новое оружие и призвал их «сражаться смело» и «спасать несчастных братьев и сестер».
Четыре тысячи человек, которые прятались в пещерах горы Акдаг со своими семьями, сопротивлялись до 1917 года с помощью Эмира-Паши. Они оставались в регионе до 1922 года, покинув его, после прибытия кемалистских сил.
Также было много других справедливых храбрых османских чиновников, которые не погибли, защищая ни в чем не повинных армянских гражданских лиц, и позже дали показания о геноциде армян, совершенном руководящим Комитетом «Союз и прогресс» en:Witnesses and testimonies of the Armenian Genocide .
Праведные турецкие чиновники, которые осудили геноцид и сопротивлялись депортациям и массовым убийствам армянских гражданских лиц, были поддержаны последним халифом Ислама от Османской династии и наследником Османского престола Абдулмеджидом II(первый, демократически избранный Халиф Турецкой республики), который всегда был ярым противником зверств и массовых убийств османских армян.